# Rodolf.4096
Rodolf.4096 je DOS računalni virus otkriven 5. lipnja 1995. koji nastanjuje memoriju zaraženog računala. Zaražava pokrenute .com i .exe datoteke.